# Hrubá Borša
Hrubá Borša (ungarisch Nagyborsa, älter  Németborsa; deutsch Deutsch Borschau, auch Borsche) ist eine Gemeinde im Okres Senec innerhalb des Bratislavský kraj in der Slowakei.

## Geographie
Hrubá Borša liegt im Donautiefland zwischen den Flüssen Kleine Donau und Čierna voda. Die Stadt Senec ist neun Kilometer nordwestlich gelegen.

## Geschichte
Der Ort wird zum ersten Mal 1244 als Borsa erwähnt. Der Name ist auf die alte Edelmanns-Familie Borsay, die Güter um den Ort herum besaß, bezogen. Im 15. und 16. Jahrhundert teilte sich der landwirtschaftliche Ort in einen oberen, mittleren und unteren Teil, die erst im 19. Jahrhundert wieder sich vereinigten, die Ortsteile Stredná Borša (ungarisch Közép-Borsa) und Malá Borša (ungarisch Kisborsa) weisen noch darauf hin.
Bis 1918 lag die Gemeinde im Komitat Pressburg im Königreich Ungarn, danach kam er zur neu entstandenen Tschechoslowakei. Aufgrund des Ersten Wiener Schiedsspruchs lagen sie 1938–45 noch einmal in Ungarn.
Heute ist die Gemeinde für eine Reitschule bekannt. Derzeit wird bei der Gemeinde zurzeit auch ein 18-Loch-Golfplatz errichtet.

## Bevölkerung
| Jahr                | 1994 | 2004     | 2014     | 2024      |
| ------------------- | ---- | -------- | -------- | --------- |
| Anzahl der Personen | 327  | 386      | 623      | 1739      |
| Unterschied         |      | +18,04 % | +61,39 % | +179,13 % |

| Jahr                | 2023 | 2024    |
| ------------------- | ---- | ------- |
| Anzahl der Personen | 1672 | 1739    |
| Unterschied         |      | +4,00 % |